# Pirámides (station)
Pirámides is een multimodaal station in het stadsdeel Arganzuela van de Spaanse hoofdstad Madrid. Het station werd geopend op 5 juni 1968 en wordt bediend door lijn 5 van de metro van Madrid en de voorstadslijnen C-1 en C-10 van de Cercanías Madrid.